# مايك غالاغير
مايك غالاغير (بالإنجليزية: Mike Gallagher)‏ هو شخصية أعمال وسياسي أمريكي، ولد في 3 مارس 1984 في غرين باي في الولايات المتحدة. حزبياً، نشط في الحزب الجمهوري.

## مناصب
- في انتخابات مجلس النواب الأمريكي 2016، انتخب عضو مجلس النواب الأمريكي عن دائرة Wisconsin's 8th congressional district [الإنجليزية]‏ وقد انضم خلال فترته النيابية [الإنجليزية]‏ (3 يناير 2017 – 3 يناير 2019)  للكتلة البرلمانية الحزب الجمهوري.
- انتخب Political campaign staff [الإنجليزية]‏ (2015 – ).
- انتخب أجير (2013 – 2015).
- انتخب عضو مجلس النواب الأمريكي.
- انتخب عضو الكونغرس [الإنجليزية]‏ (3 يناير 2017 – ).

## وصلات خارجية
- الموقع الرسمي